# Lake Junaluska
Lake Junaluska è un census-designated place (CDP) degli Stati Uniti d'America, situato nello stato della Carolina del Nord, nella contea di Haywood. Secondo il censimento del 2020 gli abitanti di Lake Junaluska ammontavano a 3 219.
Due siti di Lake Junaluska sono stati inseriti nel National Register of Historic Places: la Lambuth Inn ed il Shackford Hall.

## Storia
Prima della deportazione degli indiani la zona di Lake Junaluska era abitata dai Cherokee.
La città è stata il quartier generale del consiglio metodista mondiale, fino al 2021, quando venne spostato nella vicina cittadina di Waynesville.